# Сарни-Великі
Сарни-Великі (пол. Sarny Wielkie, нім. Groß Sarne) — село в Польщі, у гміні Немодлін Опольського повіту Опольського воєводства.
Населення — 153 особи (2011).

## Демографія
Демографічна структура станом на 31 березня 2011 року:
|          | Загалом | Допрацездатний вік | Працездатний вік | Постпрацездатний вік |
| -------- | ------- | ------------------ | ---------------- | -------------------- |
| Чоловіки | 73      | 20                 | 50               | 3                    |
| Жінки    | 80      | 23                 | 46               | 11                   |
| Разом    | 153     | 43                 | 96               | 14                   |